# امرأة تحت المراقبة (فلم)
امرأة تحت المراقبة هو فيلم مصري عرض عام 2000، بطولة فاروق الفيشاوي ونبيلة عبيد وعبد المنعم مدبولي وماجدة زكي، من تأليف فايز غالي وإخراج أشرف فهمي.

## قصة الفيلم
تدور الأحداث حول مديرة ائتمان بأحد البنوك تواجه هي وزميلتها عملية منظمة لنهب أموال المودعين، يتضح لها فيها أن رئيس مجلس إدارة البنك ومديره الذي هو أخيها وراء ذلك وينتهى الأمر بالقبض على العصابة التي كانت في سبيلها لنهب مائتى مليون جنيه.

## طاقم التمثيل
- نبيلة عبيد: (مديحة العسقلاني)
- فاروق الفيشاوي: (جلال أحمد سعيد)
- عبد المنعم مدبولي: (كمال العسقلاني - والد مديحة)
- سعيد عبد الغني: (ماهر العسقلاني)
- ماجدة زكي: (فاطمة)
- غادة عبد الرازق: (فتاة الاعلانات)
- سامي العدل: (شريف همام تاجر السلاح)
- سميرة عبد العزيز: (رجاء العسقلاني)
- مجدي عبد الوهاب: (مصلح الفار)
- نادية رفيق: (الحاجة)
- شريف العربي: (فريد)
- حسني عبد الجليل: (الحاجة)
- حمدي يوسف: (حسين فرحات)
- عزت المشد
- ميرال مهدي: (نهال ابنة رجاء)
- أحمد مهدي: (شريف ابن رجاء)
- محمود عبد الغفار: (شريف ابن رجاء)
- أحمد فرغلي: (الطفل نادر ابن جلال)
- محمد سعيد عبودة
- سيد عثمان: (محسن بيه عرفان)
- أسامة الصيرفي
- سيد مصطفى
- هاني مصطفى
- كاثومي: (الراقصة)

## فريق العمل
- إخراج: أشرف فهمي
- تأليف: فايز غالي
- مدير التصوير: سعيد شيمي
- مونتاج: علوي فايد
- إنتاج: الشركة المصرية لمدينة الإنتاج الإعلامي
- منتج منفذ: سبوت 2000 (صفوت غطاس)
- موسيقى تصويرية: عمر خيرت
- توزيع: قطاع الشئون المالية والاقتصادية باتحاد الإذاعة والتلفزيون

## روابط خارجية
- مقالات تستعمل روابط فنية بلا صلة مع ويكي بيانات